# Amba Gešen
Amba Gešen je ime planine u sjevernoj Etiopiji. Planina se nalazi u Zoni Debub Volo u regiji Amhari, sjeverozapadno od grada Dese.
Amba Gešen je toliko nepristupačna i izolirana planina, da je stoljećima služila kao zatvor za muške članove kraljevske obitelji koji bi u planinskim crkvama ostali zatočeni cijeli svoj život, odnosno do smrti vladara iz čijeg su roda. Amba Gešen nije bio jedini zatvor tog tipa (amba), ostala dva bili su manastir i klisura Debre Damo te planina Veni. 

## Povijest
U Etiopskom Carstvu bila je praksa, ne zna se točno od kad (neki drže od dinastije Zagaj) da se odmah po stupanju na carski prijesto, svi njegovi bliži muški rođaci (braća, sinovi) zapravo potencijalni kandidati za krunu, - izgnaju s dvora i zatoče u jednu od ambi (izolirana planina). Oni bi tamo proveli cijeli svoj život, odnosno postali bi slobodni tek kad bi car umro i ustoličio se novi car, a oni prestali biti potencijalni kandidati.
Kako je Amba Gešen bila prirodna utvrda, na njoj se čuvala i carska riznica, čak i onda kad to više nije bio carski zatvor. Za ratova sa Sultanatom Adal u 16. stoljeću,  vođa sultanata Ahmad Granj nekoliko puta je pokušao zauzeti Amba Gešen. Iz arapskog rukopisa Futuh al-Habasha znamo da je prvi put to pokušao u studenom 1531., drugi put 1533. i konačno uspio 1540., kad ga je zauzeo opljačkao, zapalio te pobio sve zatečene monahe i vojnike.
Prvi Europljanin koji je posjetio Amba Gešen bio je portugalski misionar Francisco Álvares početkom 16. stoljeća, on je planinu opisao kao stožac sa strmim bridovima uz koje se je nemoguće uspeti, na čijem je vrhu plato u obliku križa.  Uspon do platoa moguć je jedino dugotrajnim penjanjem po uskoj stazi, a zadnji dio uz pomoć užadi.
Plato na vrhu ima izvorsku vodu i obrastao je bujnom vegetacijom, Álvares je tamo zatekao i dvije crkve: Egzjabeher Ab, koju je izgradio car Lalibela, i Tekle Marjam, koju je započeo graditi car Na'od, i završio njegov sin Lebna Dengel.